# 池沢春人
池沢 春人（いけざわ はると、1989年6月1日 - ）は、日本の漫画家。
栃木県立宇都宮高等学校出身。池沢春人のペンネームは、尊敬する漫画家の梅澤春人より。

## 経歴
- 第25回（2009年7月期）JUMPトレジャー新人漫画賞（審査員：小畑健）にて、「ATELIEA -アトリア-」で佳作受賞。
- 『週刊少年ジャンプ』公式ウェブサイト上にて作品が掲載される。
- 第80回（2010年上半期）手塚賞にて、「0.99 -ダブルナイン-」で佳作受賞。
- 『週刊少年ジャンプ』2011年3・4合併号に掲載された「黒鉄 -クロガネ-」でデビュー。
- 『週刊少年ジャンプ』2011年39号から2013年9号まで初連載「クロガネ」を連載。
- 『週刊少年ジャンプ』2015年42号から2016年34号まで「ものの歩」を連載。

## 作品リスト
- 黒鉄 -クロガネ-（読切、デビュー作、『週刊少年ジャンプ』2011年3・4合併号、センターカラー49P）
- クロガネ（連載、『週刊少年ジャンプ』2011年39号 - 2013年9号、単行本全8巻）
- カミドリ（読切、『週刊少年ジャンプ』2014年24号、センターカラー47P）
- ものの歩（連載、『週刊少年ジャンプ』2015年42号 - 2016年34号、単行本全5巻）[2]
- ノアズノーツ（連載、『週刊少年ジャンプ』2018年15号 - 2018年38号、全3巻)

## 師匠
- 尾田栄一郎